# Translocación bacteriana
La translocación bacteriana es la migración de bacterias o sus productos —como lipopolisacáridos, peptidoglucanos, muramil dipéptido o ADN bacteriano— desde la luz intestinal hacia nódulos linfáticos mesentéricos y, posteriormente, a otros órganos y sitios del organismo. Wolchow y colaboradores (1966) fueron los primeros en emplear el término para describir este proceso, cuyos principales mecanismos involucrados son tres: alteraciones de la barrera mucosa intestinal, por lesión directa de los enterocitos o por isquemia; alteraciones de la respuesta inmunológica, y alteraciones de la microbiota intestinal que genera un sobrecrecimiento bacteriano.
De acuerdo con Ignacio y colaboradores (2019), la translocación bacteriana puede ser un «fenómeno fisiológico presente en individuos sanos sin consecuencias deletéreas». De tal forma que se ha planteado la existencia de un constante paso de un reducido número de bacterias del tracto gastrointestinal y su eliminación por parte del sistema reticuloendotelial. No obstante, en condiciones patológicas o ante inmunocompromiso esta translocación podría desencadenar un «proceso inflamatorio a largo plazo». Por su parte, García de Lorenzo y Mateos, Acosta Escribano y Rodríguez Montes (2007) sostienen que diversos estudios han mostrado una relación entre el aumento en la permeabilidad intestinal, la translocación bacteriana y el riesgo de infección, siendo algunas de las bacterias identificadas en investigaciones con animales Escherichia coli, Proteus, Pseudomonas y Enterococcus.
Con base en el género de bacterias, los productos específicos y el estado fisiológico del huésped la translocación se puede dividir en dos tipos: «paracelular (entre células, uniones estrechas)» o «transcelular (a través de las células, circulación intracelular)» y sus principales factores de riesgo son «niveles anormalmente altos de fármacos y toxinas alimenticias o endotoxinas». Por tanto, la alteración de la integridad de la barrera intestinal puede conducir a un aumento en el riesgo de infecciones o enfermedades inflamatorias —síndrome del intestino irritable, colitis ulcerosa, enfermedad de Crohn, pancreatitis, diarrea, enterocolitis necrotizante, entre otras— o extraintestinales —sepsis, artritis, síndrome de respuesta inflamatoria sistémica y síndrome de disfunción multiorgánica, entre otras—.